# Cryptandra mutila
Cryptandra mutila är en brakvedsväxtart som beskrevs av Christian Gottfried Daniel Nees von Esenbeck och Reiss.. Cryptandra mutila ingår i släktet Cryptandra och familjen brakvedsväxter. Inga underarter finns listade i Catalogue of Life.